# José Luis Sierra
José Luis Sierra, född 5 december 1968, är en chilensk före detta professionell fotbollsspelare som avslutade sin karriär i Unión Española 2009.
Sierra började sin fotbollskarriär i Unión Españolas ungdomslag 1985 och spelade där fram till 1988, då han fick började spela A-lagsfotboll. Debuten kom mot Universidad de Chile i november 1988. Efter 2 framgångsrika år i Unión Española köptes Sierra av den spanska klubben Real Valladolid. Dock var han tvungen att återvända till sin ursprungsklubb efter bara 3 spelade matcher, oOrsaken var ekonomiska problem hos den spanska klubben. Sierra vann ligatiteln med Unión Española 1992 och 1993. Därefter spelade han också för São Paulo FC, Colo-Colo, UANL Tigres och Colo-Colo (åter igen) innan han slutligen gick tillbaka till sin ursprungsklubb Unión Española.
1991 debuterade Sierra i landslaget. Totalt sett spelade Sierra 53 landskamper och gjorde 8 mål för Chile.
Han var också med i Chile då man spelade VM i Frankrike 1998.
Sierra gjorde ett frisparksmål under VM mot Kamerun.